# Martyn Bennett
Martyn Bennett (Saint John's, 17 febbraio 1971 – 30 gennaio 2005) è stato un musicista britannico.

## Biografia
Bennett è nato in Canada in una famiglia scozzese-gallese. Sua madre è la scrittrice Margaret Bennett. Fin da bambino, dopo la separazione dei suoi genitori, ha comunque vissuto in Scozia.
Nel 1995 è uscito il suo primo album, l'eponimo Martyn Bennett. Si è esibito negli Stati Uniti assieme ai Wolfstone.
Nel corso della sua vita ha pubblicato cinque album.
È morto a soli 33 anni a causa di un tumore.

## Discografia
- 1995 - Martyn Bennett
- 1997 - Bothy Culture
- 2000 - Hardland
- 2002 - Glen Lyon
- 2003 - Grit
- 2005 - Mackay's Memories (City of Edinburgh Music School)
- 2012 - Aye